# جیسون وینر

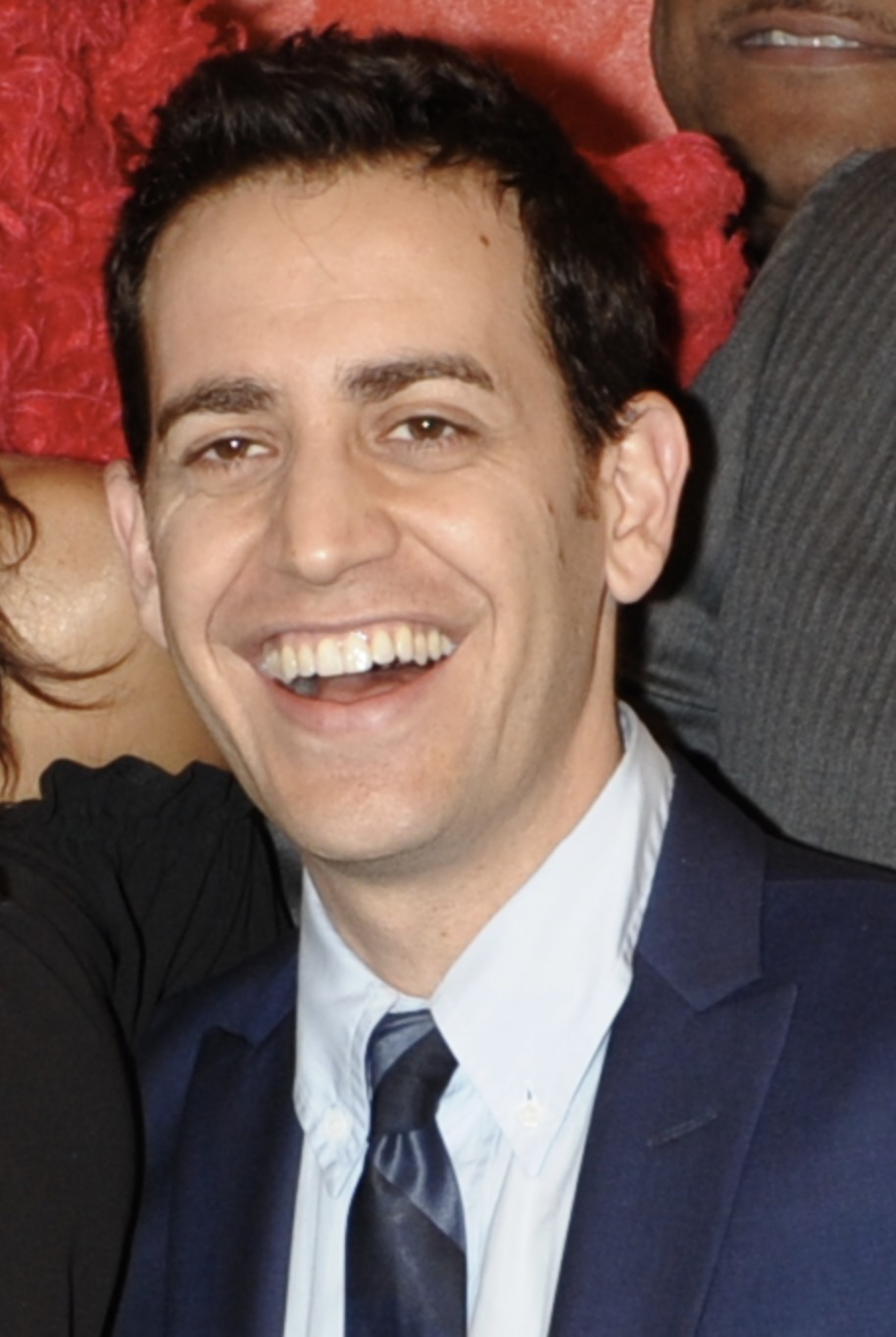
جیسون وینر در سال ۲۰۱۰

جیسون وینر به (انگلیسی: Jason Winer متولد ۷ دسامبر ۱۹۷۲ در بالتیمور) یک کارگردان، تهیه‌کننده، فیلم‌نامه‌نویس، بازیگر و کمدین اهل آمریکا است.